# Гронден, Натали
Натали Грондин (фр. Nathalie Grondin; ок. 1963 года в  Шарльбуре, Квебек) — канадская конькобежка, специализирующаяся в шорт-треке. Двукратная чемпионка мира.

## Биография
Натали Грондин начала международную карьеру конькобежки в 1981 году, когда её взяли в состав национальной сборной Канады, и она выиграла сначала бронзу на дистанции 1000 м, а следом золотую медаль в эстафете на чемпионате мира в Медоне, а через год в составе Сильви Дэгль,Мариз Перро, Луиза Бегин и Мари-Жозе Мартин выиграла вторую награду эстафеты золотого достоинства. на мировом первенстве в Монктоне. В июне 1987 года вышла замуж, у неё есть дочь Мари-Пьер.